# Телфорд
Телфорд (англ. Telford, [ˈtɛlfɚd]) — город в Великобритании, крупнейший населённый пункт английского церемониального графства Шропшир, центр унитарной единицы Телфорд-энд-Рикин. Назван в честь известного инженера XVIII—XIX веков Томаса Телфорда. Население — 170 300 человек (2010)
В античности вблизи города проходила дорога Уотлинг-стрит. Начиная со Средних веков в районе началось развитие угле- и железодобывающей промышленности. 16 января 1963 года был основан Dawley New Town, проектированием и застройкой которого руководила Dawley New Town Development Corporation. В 1968 году территория города была расширена, а сам он был переименован в Телфорд. В город активно привлекались иностранные компании, прежде всего работающие в сфере высоких технологий — Unimation (робототехника), Nikon, Hitachi, Ricoh, Electronic Data Systems, Fujitsu, Capgemini. Тем не менее, в 1983 году уровень безработицы составлял 22,3 % (при населении около 100 тысяч). В городе расположен один из крупнейших в Великобритании торговых центров (площадь торговых помещений — 100 тыс. квадратных метров).
В городе действуют Телфордский колледж искусств и технологий и филиал Университета Вулвергемптона. Памятник индустриальной революции XVIII века Айрон-Бридж, внесённый в список объектов Всемирного наследия ЮНЕСКО в Великобритании, в настоящее время располагается в пределах города.

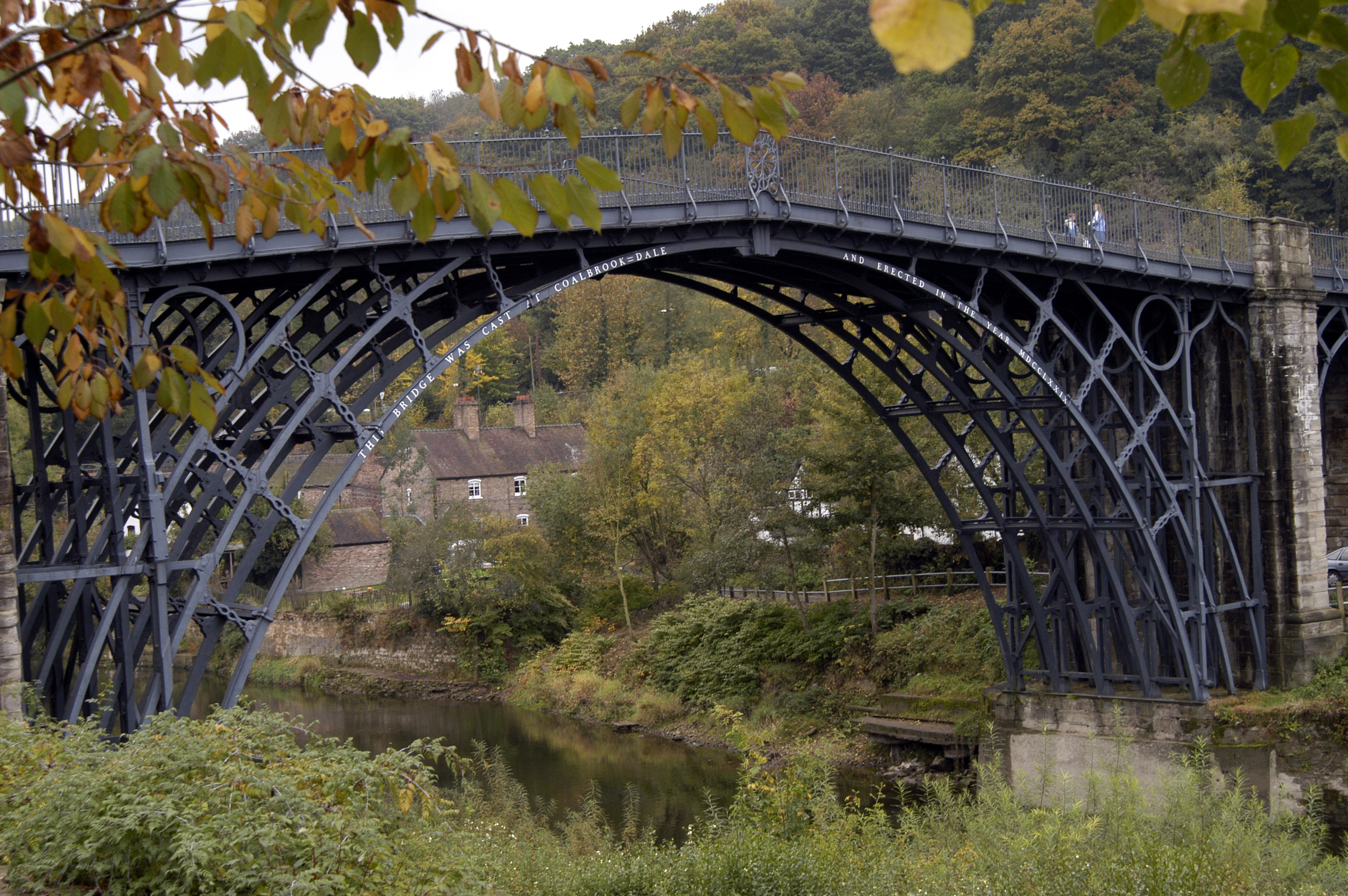
Мост Айрон-Бридж

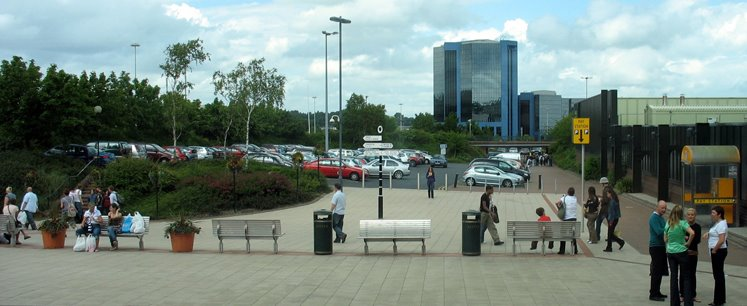
Центр города

Телфорд образует отдельный избирательный округ, который посылает одного депутата в Палату общин, хотя некоторые пригороды входят в соседний избирательный округ. С момента создания отдельного избирательного округа в 1997 году от Телфорда избирались только лейбористы.
В городе есть футбольная команда Телфорд Юнайтед, выступающая в Северной Конференции. С 2007 года город принимает чемпионат Великобритании по снукеру.